# قرار مجلس الأمن التابع للأمم المتحدة رقم 539
قرار مجلس الأمن التابع للأمم المتحدة رقم 539، المعتمد في 28 تشرين الأول / أكتوبر 1983، بعد الاستماع إلى تقرير من الأمين العام وإعادة التأكيد على القرارات 301 (1971)، 385 (1976)، 431 (1978)، 432 (1978)، 435 (1978)، 439 (1978) و532 (1983)، أدان المجلس استمرار احتلال جنوب إفريقيا لناميبيا، التي كانت تعرف آنذاك بجنوب غرب إفريقيا، والتوتر وعدم الاستقرار السائد في جنوب إفريقيا نتيجة لذلك.
كما أدان القرار جنوب أفريقيا لعرقلة تنفيذ القرارات السابقة بشأن ناميبيا، ورفض محاولاتها لربط القضايا غير ذات الصلة بانحسار استقلال ناميبيا. وأكد المجلس من جديد أن الأساس الوحيد للتسوية السلمية للقضية هو السماح باستقلال ناميبيا.
أخيرًا، حث المجلس جنوب إفريقيا على التعاون مع الأمين العام بشأن خطط تنفيذ أحكام الأمم المتحدة الواردة في القرار 435، وطالبه بتقديم تقرير إلى المجلس بحلول 31 ديسمبر 1983.
اعتمد القرار بأغلبية 14 صوتاً، بينما امتنعت الولايات المتحدة عن التصويت.